# Schistostemon retusum
Schistostemon retusum är en tvåhjärtbladig växtart som först beskrevs av Adolpho Ducke, och fick sitt nu gällande namn av José Cuatrecasas. Schistostemon retusum ingår i släktet Schistostemon och familjen Humiriaceae. Inga underarter finns listade i Catalogue of Life.